# Mistrovství světa v zápasu ve volném stylu 1951
Mistrovství světa v zápasu ve volném stylu 1951 se uskutečnilo v Helsinkách,  Finsko.    

## Přehled medailí

### Volný styl
| Kategorie  | Zlato            | Stříbro              | Bronz              |
| ---------- | ---------------- | -------------------- | ------------------ |
| do 52 kg   | Ali Yücel        | Mahmoud Mollaghasemi | Bengt Johansson    |
| do 57 kg   | Nasuh Akar       | Niilo Turkkila       | Mehdi Yaghoubi     |
| do 62 kg   | Nurettin Zafer   | Ilmari Ruikka        | Henry Holmberg     |
| do 67 kg   | Olle Anderberg   | Garibaldo Nizzola    | İbrahim Zengin     |
| do 73 kg   | Celal Atik       | Aleksanteri Keisala  | Abdollah Mojtabavi |
| do 79 kg   | Haydar Zafer     | Golamrezá Tachtí     | Göte Ekström       |
| do 87 kg   | Yaşar Doğu       | Viking Palm          | Max Leichter       |
| nad +87 kg | Bertil Antonsson | Pauli Riihimäki      | Natale Vecchi      |

## Týmové hodnocení
| Pořadí | Muži volný styl | Muži volný styl |
| Pořadí | Tým             | Body            |
| ------ | --------------- | --------------- |
| 1      | Turecko         | 41              |
| 2      | Švédsko         | 35              |
| 3      | Finsko          | 27              |
| 4      | Írán            | 25              |